# Olympiade d'échecs de 2024
Navigation
Édition précédente
L'Olympiade d'échecs de 2024, la 45e édition de la compétition, s'est tenue du 10 au 22 septembre 2024 à Budapest. L'Inde a remporté les compétitions mixte et féminine.

## Organisation
Le lieu de l'olympiade (Budapest) est annoncé en 2020.

## Règlement
La compétition voit s'opposer des équipes de 5 joueurs, dont 4 jouent à chaque ronde, en 11 rondes.

## Tournoi open (mixte)

### Résultats
L'Inde remporte le tournoi mixte devant les États-Unis et l'Ouzbékistan, tenant du titre.
| Classement final | Classement final | Points | Matchs gagnés | Matchs nuls | Matchs perdus | Composition des équipes                                      |
| ---------------- | ---------------- | ------ | ------------- | ----------- | ------------- | ------------------------------------------------------------ |
| 1er              | Inde             | 21     | 10            | 1           | 0             | Gukesh, Praggnanandhaa, Erigaisi, Vidit, Harikrishna         |
| 2e               | États-Unis       | 17     | 8             | 1           | 2             | Caruana, So, Dominguez, Aronian, Robson                      |
| 3e               | Ouzbékistan      | 17     | 8             | 1           | 2             | Abdusattorov, Yakubboev, Sindarov, Vokhidov, Vakhidov        |
| 4e               | Chine            | 17     | 8             | 1           | 2             | Ding Liren, Wei Yi, Yu Yangyi, Bu Xiangzhi, Wang Yue         |
| 5e               | Serbie           | 17     | 8             | 1           | 2             | Predke, Sarana, Indjić, Markuš, Ivić                         |
| 6e               | Arménie          | 17     | 8             | 1           | 2             | Martirossian, Sargsian, Sargissian, Hovhannissian, Grigoryan |
| 7e               | Allemagne        | 16     | 8             | 0           | 3             | Keymer, Kollars, Blübaum, Donchenko, Svane                   |
| 8e               | Azerbaïdjan      | 16     | 7             | 2           | 2             | Suleymanli, Abasov, Mamedov, Mamedyarov, Muradli             |
| 9e               | Slovénie         | 16     | 8             | 0           | 3             | Fedoseev, Demchenko, Šubelj, Šebenik, Lavrenčič              |
| 10e              | Espagne          | 16     | 7             | 2           | 2             | Chirov, Anton, Vallejo, Pichot, Santos                       |

### Médailles individuelles
| Échiquier | Médaille d'or       | Perf. Elo | Médaille d'argent     | Perf. Elo | Médaille de bronze | Perf. Elo |
| 1         | Dommaraju Gukesh    | 3056      | Nodirbek Abdusattorov | 2884      | Magnus Carlsen     | 2810      |
| 2         | Thai Dai Van Nguyen | 2783      | Toni Lazov            | 2763      | Ediz Gurel         | 2755      |
| 3         | Erigaisi Arjun      | 2968      | Yu Yangyi             | 2802      | Lê Tuan Minh       | 2795      |
| 4         | Shamsiddin Vokhidov | 2776      | Levon Aronian         | 2773      | Alan Pichot        | 2756      |
| 5         | Frederik Svane      | 2791      | Benjamin Gledura      | 2692      | Velimir Ivic       | 2648      |

## Tournoi féminin

### Résultats
| Classement final | Classement final | Points | Matchs gagnés | Matchs nuls | Matchs perdus | Composition des équipes                                      |
| ---------------- | ---------------- | ------ | ------------- | ----------- | ------------- | ------------------------------------------------------------ |
| 1er              | Inde             | 19     | 9             | 1           | 1             | Dronavalli, Vaishali, Deshmukh, Agrawal, Sachdev             |
| 2e               | Kazakhstan       | 18     | 8             | 2           | 1             | Assaubayeva, Kamalidenova, Balabayeva, Nurmanova, Kairbekova |
| 3e               | États-Unis       | 17     | 7             | 3           | 1             | Tokhirjonova, Yip, Krush, Lee, Zatonskih                     |
| 4e               | Espagne          | 17     | 8             | 1           | 2             | Khademalsharieh, García, Vega, Matnadze, Calzetta            |
| 5e               | Arménie          | 17     | 7             | 3           | 1             | Mkrtchian, Mkrtchyan, Danielian, Sargsian, Gaboyan           |
| 6e               | Géorgie          | 17     | 7             | 3           | 1             | Dzagnidzé, Javakhichvili, Batsiachvili, Melia, Khotenashvili |
| 7e               | Chine            | 16     | 8             | 0           | 3             | Zhu Jiner, Song Yuxin, Guo Qi, Ni Shiqun, Lu Miaoyi          |
| 8e               | Ukraine          | 16     | 6             | 4           | 1             | Osmak, Ushenina, Bouksa, Gaponenko, Doloukhanova             |
| 9e               | Pologne          | 16     | 7             | 2           | 2             | Kashlinskaya, Socko, Maltsevskaïa, Kiolbasa, Sliwicka        |
| 10e              | Bulgarie         | 16     | 7             | 2           | 2             | Stefanova, Salimova, Radeva, Krasteva, Peycheva              |

### Médailles individuelles
| Échiquier | Médaille d'or   | Perf. Elo | Médaille d'argent         | Perf. Elo | Médaille de bronze | Perf. Elo |
| 1         | Zhu Jiner       | 2597      | Sarasadat Khademalsharieh | 2560      | Nana Dzagnidzé     | 2541      |
| 2         | Carissa Yip     | 2634      | Elisabeth Pähtz           | 2477      | Song Yuxin         | 2467      |
| 3         | Divya Deshmukh  | 2608      | Sabrina Vega Gutiérrez    | 2505      | Elina Danielian    | 2495      |
| 4         | Vantika Agrawal | 2558      | Alice Lee                 | 2471      | Anna Sargsian      | 2446      |
| 5         | Dana Kochavi    | 2676      | Nodira Nadirjanova        | 2460      | Lu Miaoyi          | 2410      |